# 牛津 (內布拉斯加州)
牛津（英語：Oxford）是位於美國內布拉斯加州富爾納斯縣及哈倫縣的村。

## 人口
根據2020年美國人口普查的數據，牛津的面積為2.36平方千米，皆為陸地。當地共有人口718人，而人口密度為每平方千米304人。